# Îlet Petite Martinique
L'Îlet Petite Martinique est un îlet inhabité de Martinique, un des îlets du Robert, appartenant administrativement à Le Robert. 

## Géographie
L'îlet est un site protégé.

## Histoire
Il est, comme les îlets Boisseau, Chancel, Ragot (la Grotte), Loup Garou, Madame, Petit Piton et Petit Vincent, protégés par un arrêté de protection de biotope depuis 2002. Ils 
sont inscrits par l’arrêté ministériel du 28 juillet 2007.
Il y a trois résidences secondaires sur l'îlet. 